# せせらぎ公園 (横浜市)
せせらぎ公園（せせらぎこうえん）は神奈川県横浜市都筑区にある公園。公園分類は地区公園。

## 概要
1974年（昭和49年）に着工した港北ニュータウンに設置された公園で、面積は55,955平方メートル。園内にある池の奥には江戸時代中期から後期の古民家などが移築されており、6月ごろには池のスイレンが咲いて、市民の憩いの場となっている。
公園の完成・供用開始は1991年（平成3年）。既存の林などを利用した公園計画については完成に先立つ1979年度（昭和55年度）に日本都市計画学会の設計賞を受賞している。

## せせらぎ公園古民家
江戸時代中期から後期に建てられた「旧内野家住宅」と江戸時代末期の安政6年(1859年)に建てられた「旧小杉家長屋門」がそれぞれ移築されており、これらについては特定非営利活動法人 せせらぎ公園古民家管理委員会が指定管理者となっていて様々な催し物が行なわれている。

## 交通
- 横浜市営地下鉄「仲町台駅」より徒歩10分
- 横浜市営バス303系統「北原橋」下車徒歩3分
- 東急バス（センター北駅からの循環バス）「北原橋」下車徒歩3分
  - 駐車場なし